# Một lần vào đêm giao thừa...
Một lần vào đêm giao thừa... hay Số phận trớ trêu (tiếng Nga: Иро́ния судьбы́, и́ли С лёгким па́ром!) là một vở kịch của Emil Braginsky và Eldar Ryazanov, ra đời năm 1971 và chưa đầy 4 năm sau đã được dựng thành bộ phim Số phận trớ trêu, hay Chúc xông hơi nhẹ nhõm ! với cùng nhóm tác giả.

## Nội dung
Mọi chuyện bắt đầu khi những người bạn học thời phổ thông gặp nhau trong một nhà tắm hơi ở Moskva vào buổi tối trước thềm năm mới. Một người trong số họ - anh chàng Pavlik - chuẩn bị lên máy bay đi Leningrad, còn một người - Zhenya Lukashin - thì có cuộc hẹn quan trọng với cô vợ chưa cưới Galia để cùng đón giao thừa. Bốn người bạn uống rượu đến quá chén, Zhenya và Pavlik ngà ngà say, hai anh chàng còn lại cũng không còn tỉnh táo. Thật kỳ quặc, không thể nhớ ra ai là người phải đi Leningrad, kết quả là anh chàng Zhenya bị đẩy lên máy bay.
Xuống sân bay Leningrad, Zhenya gọi taxi, cho tài xế số nhà và tên đường nhà mình ở Moskva, và anh được đưa đến một chung cư có số nhà, tên đường y như thế (nhưng lại ở Leningrad), trong đó có căn hộ cũng giống hệt căn hộ của anh, đến nỗi chìa khóa cũng tra vào mở được cửa.
Zhenya quá say, đến mức không nhận ra mình đang ở thành phố lạ, nhà lạ. Khi anh chàng đang ngáy khò khò trên giường thì chủ nhân đích thực của căn hộ - Nadya trở về. Thế là rắc tối to!
Một cuộc tranh cãi đã nổ ra giữa hai con người xa lạ chỉ vì ai cũng khẳng định họ đang ở trong nhà mình. Lúc Zhenya chợt nhận ra mình đang ở Leningrad thì cũng đồng thời hiểu ra tình huống bi kịch của mình: Cô vợ sắp cưới đang sốt ruột vì đợi ở Moskva, mà máy bay chỉ đến rạng sáng mai mới có chuyến. Mọi việc càng rối tung hơn khi người sắp trở thành hôn phu của Nadya - Ippolit - một người đàn ông lịch lãm, mực thước nhưng cả ghen, đã hẹn trước sẽ đến đón năm mới cùng cô...
Một đêm giao thừa đầy sóng gió đã vô tình làm thay đổi số phận của những kẻ không quen biết, đến từ những thành phố không quen biết, nhưng cùng chung một mái nhà.

### Nhân vật
- Zhenya Lukashin
- Nadya Shevelyova
- Ippolit Georgyevich
- Galya

## Sự kiện thú vị
Vở kịch đã từng được dàn dựng và công diễn ở Việt Nam trong suốt hai thập niên 80, 90 thế kỷ XX với tên gọi Số phận trớ trêu.

## Chuyển thể
- Số phận trớ trêu, hay Chúc xông hơi nhẹ nhõm ! (phim truyền hình, 1975)